# Punaluánská rodina
Punaluánská rodina (havajsky punalua znamená „blizký druh“) je forma manželství v období rodového zřízení. Podle Morgana byla první formou rodiny „rodina pokrevních příbuzných“, z níž se postupně vyvinula „punaluánská rodina“. Ve své práci Původ rodiny, soukromého vlastnictví a státu Friedrich Engels poznamenával:
Byl-li první pokrok organisace v tom, že byl vyloučen vzájemný pohlavní styk rodičů s dětmi, pak druhý pokrok záležel v tom, že byl vyloučen styk mezi sestrou a bratrem.
Bedřich Engels, Původ rodiny, soukromého vlastnictví a státu, Kapitola „Rodina punaluanská“ 
Na rozdíl od rodiny pokrevních příbuzných, byli v rodině „punalua“ již vyloučeni ze vzájemného pohlavního styku bratři a sestry. V tomto období se příbuzenství stanoví pouze z matčiny strany.